# Schizobopyrina lobata
Schizobopyrina lobata is een pissebed uit de familie Bopyridae. De wetenschappelijke naam van de soort is voor het eerst geldig gepubliceerd in 1983 door Bourdon & Bruce.